# Wedowee
La ville de Wedowee est le siège du comté de Randolph, dans l'État de l'Alabama, aux États-Unis.

## Démographie
| 1870 | 1910 | 1920 | 1930 | 1940 | 1950 |
| ---- | ---- | ---- | ---- | ---- | ---- |
| 130  | 435  | 510  | 396  | 525  | 559  |

| 1960 | 1970 | 1980 | 1990 | 2000 | 2010 |
| ---- | ---- | ---- | ---- | ---- | ---- |
| 917  | 842  | 908  | 796  | 818  | 823  |